# Raymond Macherot
Raymond Macherot, född 30 mars 1924 i Verviers, död där 26 september 2008, var en belgisk serieskapare. Han är bland annat känd för serierna Klorofyll (skapad 1954), Clifton (skapad 1960) och Sibyllina (skapad 1965).

## Biografi

### Åren på tidningenTintin
Raymond Macherot ville ursprungligen bli journalist eller målare, men av olika skäl blev han istället illustratör och serieskapare. Efter andra världskriget började han teckna serier i samma anda som de Virgil Partch hade skapat åt tidningen Pan. Han valde pseudonymen "Zara" vid denna tid. 1953 började han arbeta åt serietidningen Tintin. 
1954 skapade han serien Klorofyll med djur som har klart mänskliga drag. Det första äventyret, Klorofyll och de svarta råttorna, utspelar sig på landsbygden där sovmusen Klorofyll och hans bästa vän Minimum får kämpa mot andra djur mycket större än dem själva. Dessa leds av den elaka råttan Antracit.
Med Klorofyll och ökenbovarna flyttades handlingen till öriket Skaladrillien, ett påhittat land bebott av civiliserade djur. Djuren beter sig som människor med polis, rättsväsende, tekniskt kunnande och dylikt. 
1959 skapade serien Clifton. Titelfiguren är en pensionerad brittisk före detta hemlig agent vid den brittiska underrättelsetjänsten.

### Åren på tidningenSpirou
Macherot bestämde sig därefter för att sluta på Tintin och istället börja på konkurrenttidningen Spirou. Förlaget Le Lombard (utgivare av tidningen Tintin) innehade dock rättigheterna till hans serier, och Klorofyll kom därefter att tecknas av andra tecknare, inklusive Dupa och Greg.
Den första serien Macherot tecknade för Spirou kom att bli Chaminou, en katt som arbetar som hemlig agent i landet Zooland. Men det blev bara ett album, på grund av bristande intresse från förlaget. I Sverige kom albumet Chaminou – Kattagenten ut 1980. 
Nästa figur blev Sibyllina, vars titelfigur låg ganska nära Klorofyll. Tillsammans med fästmannen Filibom och sina vänner upplever Sibyllina olika äventyr, där det första handlar om när svartråttor invaderar landsbygden. Ett stort antal seriealbum har publicerats, och de blev relativt framgångsrika. Mellan 1972 och 1976 var det Paul Deliège som skrev manus till serien. Macherot avslutade serien i samband med att han gick i pension 1990. 
Bland andra serier som Macherot skapade åt Spirou var Pantoufle (tillsammans med René Goscinny), Manfred (med Raoul Cauvin) och Isabelle (tillsammans med Yvan Delporte och André Franquin). På 1990-talet togs Chaminou upp igen, till en början av Yann Lepennetier och Denis Bodart och därefter av Oliver Saive. Den senare ritade helt om och utökade Chaminou – Kattagenten med ny handling under Macherots överinseende.

### Klorofyll
1. Klorofyll och de svarta råttorna, Carlsen Comics 1979, ISBN 9151023024, originaltitel Chlorophylle contre les rats noirs samt Chlorophylle et les conspirateurs (Le Lombard, 1956)
2. Ingen salami för Sally, Carlsen Comics 1979, ISBN 9151023008, originaltitel Pas de salami pour Célimène! (Le Lombard, 1957) samt Le Bosquet hanté
3. Klorofyll och ökenbovarna, Carlsen Comics 1980, ISBN 91-510-2431-4, originaltitel Les Croquillards (Glénat, 1977).
4. Per-Fido den förskräcklige, Carlsen Comics 1980, ISBN 9151024292, originaltitel Zizanion le terrible (Glénat, 1977)
5. Klorofyll i knipa, samt Den matglada vesslan, Carlsen Comics 1981, ISBN 9151026155, originaltitel Le retour de Chlorophylle (Le Lombard, 1961) och Le furet gastronome (Le Lombard 1970)
6. Klorofyll och kuppmakarna, Carlsen Comics 1981, ISBN 9151026414, originaltitel La revanche d'Anthracite (Le Lombard, 1964).
7. Klorofyll och den hemliga agenten, Carlsen Comics 1982, ISBN 9151028476, originaltitel Chloro à la rescousse (Le Lombard, 1971)

### Clifton
De tre äventyr som Macherot ritade finns ej utgivna på svenska. Senare äventyr med Clifton har ritats av andra tecknare och finns på svenska.
1. Les enquêtes du colonel Clifton (Le Lombard, 1959)
2. Clifton à New-York (Le Lombard, 1960)
3. Clifton et les espions (Le Lombard, 1963)

### Chaminou
- Chaminou - Kattagenten, Carlsen Comics  1980, ISBN 9151024578, originaltitel Chaminou et le Khrompire (Dupuis, 1965)
- La peur du loup (Marsu, 1992), text Macherot och Olivier Saive, illustrerad av Olivier Saive

Dessutom anges Macherot som upphovsman till dessa Chaminoualbum men har inte bidragit med varken text eller bild:
- L'affaire Carotassis (Marsu, 1991), text av Yann, ritad av Denis Bodart
- La main verte (Marsu, 1993), text och bild Olivier Saive
- L'opuscule sans scrupule (Marsu, 1995), text och bild Olivier Saive

### Sibyllina
1. Sibyllina och betan, originaltitel Sibylline et la betterave (Dupuis, 1967)
2. Sibyllina i fara, originaltitel Sibylline en danger (Dupuis, 1969)
3. Sibyllina och bina, originaltitel Sibylline et les abeilles (Dupuis, 1971)
4. Sibyllina och den lilla cirkusen, originaltitel Sibylline et le petit cirque (Dupuis, 1974)
5. Sibyllina flyger iväg, originaltitel Sibylline s'envole (Dupuis, 1975), text Paul Deliège
6. Sibyllina och svartslipsarna, Carlsen Comics  1979, ISBN 9151023652, originaltitel Sibylline et les cravates noires (Dupuis, 1977), text Paul Deliège
7. Sibyllina och den illistige Elixir, originaltitel Elixir le magnifique (Dupuis, 1979)
8. Burokratz le vampire (Dupuis, 1982)
9. Le chapeau magique (Dupuis, 1983)
10. Le violon de Zagabor (Dupuis, 1984)
11. Sibylline et le Kulgude (Dupuis, 1985)

Senare serier med Sibyllina har endast publicerats i den fransk-belgiska serietidningen Spirou.

### Manfred
- Manfred: en riktig jamare, originaltitel Mirliton (Dupuis, 1980), text Raoul Cauvin.

### Isabelle
1. Le tableau enchanté (Dupuis, 1972), text Macherot och Yvan Delporte, ritad av Will
2. Morbror Hermes trollerier, originaltitel Les maléfices de l'oncle Hermès (Dupuis, 1978), text av Macherot, Franquin och Yvan Delporte, ritad av Will
3. Cassiopejas magiska bälte, originaltitel L'astragale de Cassiopée (Dupuis, 1979), text av Macherot, Franquin and Yvan Delporte, ritad av Will
4. Isabelle et le capitaine (Dupuis, 1983), text Macherot och Yvan Delporte, ritad av Will